# Krzysztof Urbanowicz
Krzysztof Urbanowicz (Kamień Pomorski, 30 de noviembre de 1958 - Kamień Pomorski, 25 de noviembre de 2014) fue un futbolista polaco que jugaba en la demarcación de lateral izquierdo.

## Biografía
Debutó como futbolista en 1977 con el Pogoń Szczecin. Jugó en la Ekstraklasa, quedando con el club en undécima posición. En la siguiente temporada descendió a la I Liga, y tras jugar un año en dicha división fue traspasado por un año y medio al Zawisza Bydgoszcz. En la segunda mitad de la temporada 1980/1981 descendió con el club, y tras volver a jugar un año en segunda división volvió al Pogoń Szczecin, donde jugó hasta 1988, quedando en tercer lugar en 1984, y en segundo lugar en 1987, siendo este su mejor resultado con el equipo.
Falleció el 25 de noviembre de 2014 a los 55 años de edad.

## Selección nacional
Jugó un total de cuatro partidos con la selección de fútbol de Polonia. Debutó el 7 de septiembre de 1983 en un partido amistoso contra Rumania. Llegó a jugar un partido de clasificación para la Eurocopa 1984, contra la Unión Soviética. Jugó su cuarto y último partido el 15 de enero del año siguiente contra China en un partido amistoso.

## Clubes
| Club              | País    | Año         | Partidos | Goles |
| ----------------- | ------- | ----------- | -------- | ----- |
| Pogoń Szczecin    | Polonia | 1977 - 1980 | 20       | 0     |
| Zawisza Bydgoszcz | Polonia | 1981 - 1982 | 14       | 0     |
| Pogoń Szczecin    | Polonia | 1982 - 1988 | 159      | 19    |